# Clavija membranacea
Clavija membranacea är en viveväxtart som beskrevs av Carl Christian Mez. Clavija membranacea ingår i släktet Clavija och familjen viveväxter. Inga underarter finns listade i Catalogue of Life.